# Nationalsozialer Verein
Nationalsozialer Verein var ett tyskt politiskt parti, utvecklat ur Christlich-soziale Partei.
Bland dess grundare märks Friedrich Naumann och Paul Göhre. Nationalsozialer Verein uppgick 1903 i Freisinnige Vereinigung. Vissa av medlemmarna, som Max Maurenbrecher, gick egna vägar.